# Biserica Flămânda din Câmpulung
Biserica Flămânda este un monument istoric aflat pe teritoriul municipiului Câmpulung.

## Istoric
Biserica a fost construită în anul 1940 după planurile arhitectului George Matei Cantacuzino, pictura fiind realizată în 1945-1946 de Gheorghe Popescu.